# Ramzaj (wieś)
Ramzaj (ros. Рамзай) – wieś (sieło) w Rosji, w obwodzie penzeńskim, w rejonie mokszańskim. W 2010 liczyła 1953 mieszkańców.

## Urodzeni
- Michaił Zagoskin – rosyjski pisarz.